# Хистеректомия
Хистеректомията е хирургична процедура, която включва отстраняване на матката, органът, където се развива плодът по време на бременност. Думата хистеректомия произлиза от старогръцките думи ὑστέρᾱ (означаваща матка) и ἐκτέμνω (означаваща отстраняване).

## Причини
Има няколко причини, поради които може да се извърши хистеректомия. Някои от често срещаните показания включват:
1. Маточни фиброиди: Това са неракови образувания, които се развиват в матката. Ако причиняват симптоми като тежко менструално кървене, болка в таза или натиск върху близките органи, може да се препоръча хистеректомия.
2. Ендометриоза: Това е състояние, при което тъканта, която нормално покрива вътрешността на матката, расте извън матката, което води до болка, проблеми с плодовитостта и други усложнения. В тежки случаи може да се предложи хистеректомия като възможност за лечение.
3. Пролапс на матката: Това се случва, когато матката се изплъзне от нормалното си положение във вагиналния канал. Ако причинява значителен дискомфорт или други усложнения, може да се извърши хистеректомия.
4. Онкологични заболявания: В случаите на рак на матката, яйчниците или шийката на матката хистеректомията може да бъде част от плана за лечение в зависимост от стадия и степента на рака.

## Процедура
Хистеректомията може да се извърши чрез различни методи, включително:
1. Абдоминална хистеректомия: Матката се отстранява чрез разрез, направен в долната част корема.[2]
2. Вагинална хистеректомия: Матката се отстранява чрез разрез, направен във влагалището.
3. Лапароскопска хистеректомия: Правят се няколко малки разреза в корема и се поставят камера и хирургически инструменти за отстраняване на матката.

След хистеректомия жената вече няма да има менструален цикъл и няма да може да зачене. В зависимост от конкретните обстоятелства яйчниците и фалопиевите тръби могат или не могат да бъдат отстранени по време на процедурата.